# Barbara Krafft
Barbara Krafft (1 de abril de 1764, Jihlava (en alemán, Iglau), Imperio Austríaco, hoy República Checa - 28 de septiembre de 1825, Bamberg, Baviera, Alemania), registrada al nacer como Barbara Steiner, fue una pintora austríaca, recordada hoy por su retrato póstumo de Wolfgang Amadeus Mozart, ampliamente reproducido.

## Biografía
Barbara era hija de Johann Nepomuk Steiner, pintor de la corte austríaca, quién le enseñó la disciplina artística. La familia se mudó a Viena, donde Barbara expuso una obra suya por primera vez en 1786. Llegó a ser miembro de la Academia de Bellas Artes de Viena.[cita requerida]
Contrajo matrimonio en 1789 con el químico Joseph Krafft, von quién tuvo un hijo nacido en 1792 y luego radicado en Múnich, Johann August Krafft, quien sería también pintor y litógrafo. En varios periodos entre 1794 y 1803, Krafft trabajó y viajó sola en Jihlava, en Salzburgo y en Praga, logrando un creciente éxito principalmente como retratista, aunque también pintó obras religiosas y de género. En 1804 se separó de su marido y se instaló en Salzburgo, donde vivió hasta 1821.[cita requerida]

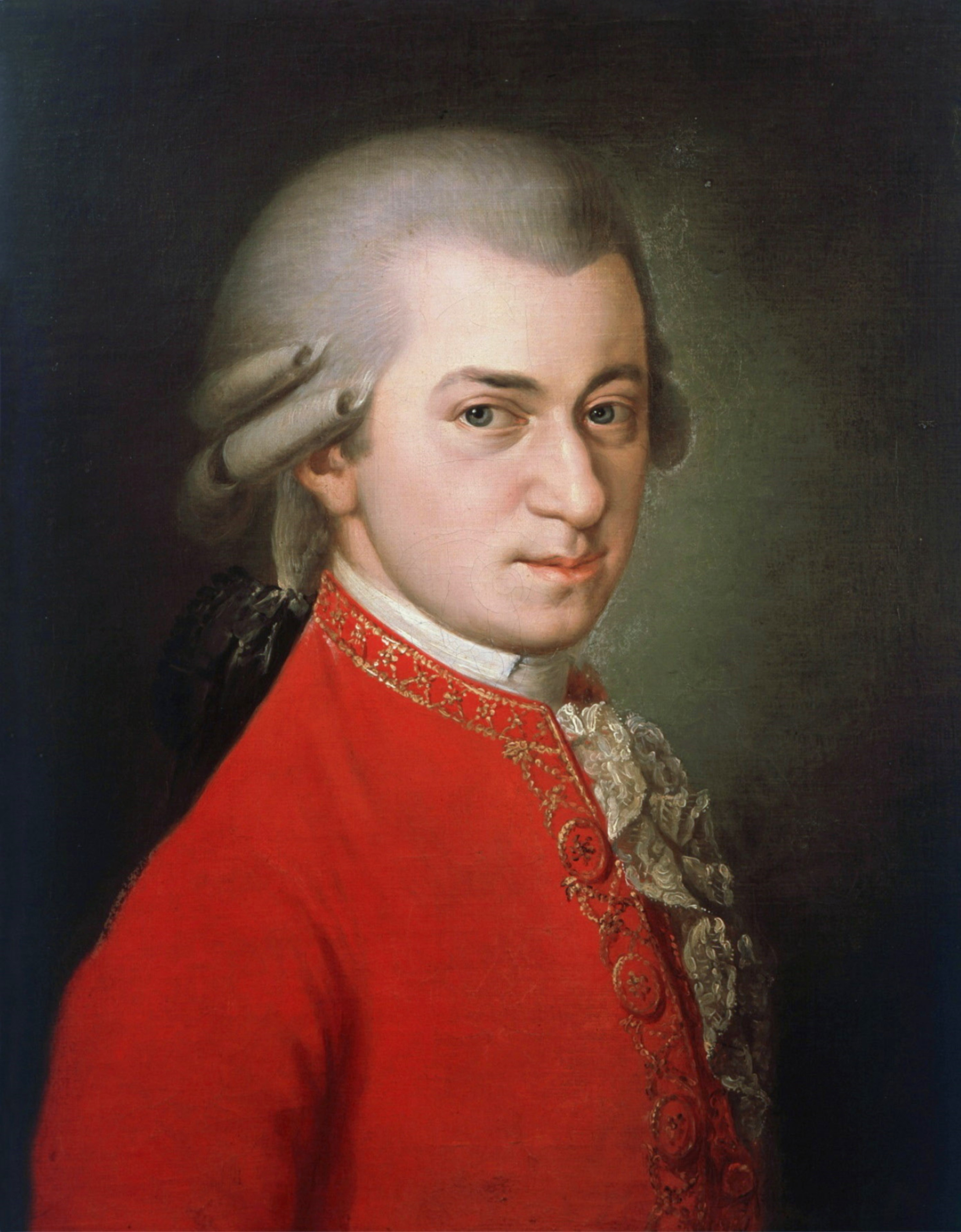
El famoso retrato póstumo de Mozart pintado por Barbara Krafft.

## Estilo y obra
Barbara Krafft destacó principalmente como retratista de estilo clasicista. En vida fue una de las artistas más populares de su país, contando con 165 encargos solo en sus últimos cuatro años de vida, cuando fue nombrada pintora oficial de la ciudad de Bamberg.[cita requerida]
Hoy en día es especialmente reconocida como autora de un famoso retrato póstumo de Wolfgang Amadeus Mozart, concluido en 1819, 28 años después de la muerte del compositor, a partir de la descripción de Maria Anna, la hermana del músico.[cita requerida]